# 疥癬
疥癬（かいせん、英: scabies）は、無気門亜目ヒゼンダニ科のダニ、ヒゼンダニ（学名：Sarcoptes scabiei var. hominis）の寄生による皮膚感染症。湿瘡（しっそう）、皮癬（ひぜん）ともいう。知られている皮膚疾患の中で、掻痒は最高度である。
通常疥癬と角化型疥癬に大別される。
|                | 通常疥癬 （普通に見られる疥癬） | 角化型疥癬 （痂皮型疥癬）                     |
| -------------- | ------------------------------- | --------------------------------------------- |
| ヒゼンダニの数 | 数十匹以上                      | 100万から200万                                |
| 免疫力         | 正常                            | 低下                                          |
| 感染力         | 弱い                            | 強い                                          |
| 主な症状       | 丘疹、結節、疥癬トンネル        | 厚いあか（垢）が増えたような状態 （角質増殖） |
| 掻痒感         | 強い                            | 不定                                          |
| 発症部位       | 顔や頭や陰部を除いた全身        | 全身                                          |

## ヒゼンダニ

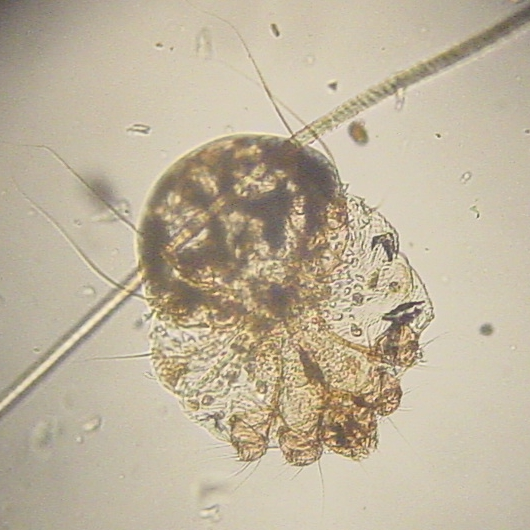
病原体のヒゼンダニ

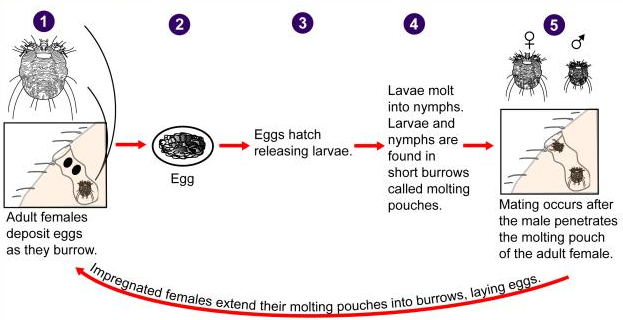
ヒゼンダニの生活環（英語）

動物の種類によって、ヒゼンダニの種は異なる。ヒトに対しては、Sarcoptes scabiei var. hominis が関係する。ヒゼンダニの大きさは雌成虫で体長約400μm、体幅約325μmで肉眼では見えない。交尾を済ませた雌成虫は、皮膚の角質層の内部に鋏脚で『疥癬トンネル』と呼ばれるトンネルを掘って寄生する。疥癬トンネル内の雌は約2ヶ月間の間、1日あたり0.5-5mmの速度でトンネルを掘り進めながら、1日に2-3個、総数にして120個以上の卵を産み落とす。幼虫は孵化すると、トンネルを出て毛包に潜り込んで寄生し、若虫を経て約14日で成虫になる。雄成虫や未交尾の雌成虫はトンネルは掘らず、単に角質に潜り込むだけの寄生を行う。
- ヒゼンダニ科ヒゼンダニ属
  - イヌセンコウヒゼンダニ Sarcoptes scabiei var. canis
  - ウシセンコウヒゼンダニ Sarcoptes scabiei var. bovis
  - ウマセンコウヒゼンダニ Sarcoptes scabiei var. equi
  - ヒツジセンコウヒゼンダニ Sarcoptes scabiei var. ovis
  - ヒトヒゼンダニ Sarcoptes scabiei var. hominis
  - ブタセンコウヒゼンダニ Sarcoptes scabiei var. suis
- ショウセンコウヒゼンダニ属
  - ネコショウセンコウヒゼンダニ Notoedres cati
- トリヒゼンダニ科トリアシヒゼンダニ属
  - トリアシヒゼンダニ Knemidokoptes mutans
- キョウセンヒゼンダニ科キュウセンヒゼンダニ属
  - ウサギキュウセンヒゼンダニ Psoroptes cuniculi
  - ウマキュウセンヒヒゼンダニ Psoroptes equi
  - ヒツジキュウセンヒゼンダニ Psoroptes ovis

## 感染
交尾直後の雌成虫が未感染の人体に感染すると、約1ヵ月後に発病する。皮膚には皮疹が見られ、自覚症状としては強い皮膚のかゆみ（アレルギー反応）が生じる。皮疹には腹部や腕、脚部に散発する赤い小さな丘疹、手足の末梢部に多い疥癬トンネルに沿った線状の皮疹、さらに比較的少ないが外陰部を中心とした小豆大の結節の3種類が見られる。

## 症状と診断
非常に強い痒みが主要症状で、水疱性疥癬は小児に好発する。
身体所見として疥癬トンネルがあれば疑う。疥癬トンネルからの擦過物を顕微鏡で観察してダニ、虫卵、糞粒を認めることで確認する。
動物では症状が重い場合は体毛が抜け落ちたり数週間で衰弱死することがある。

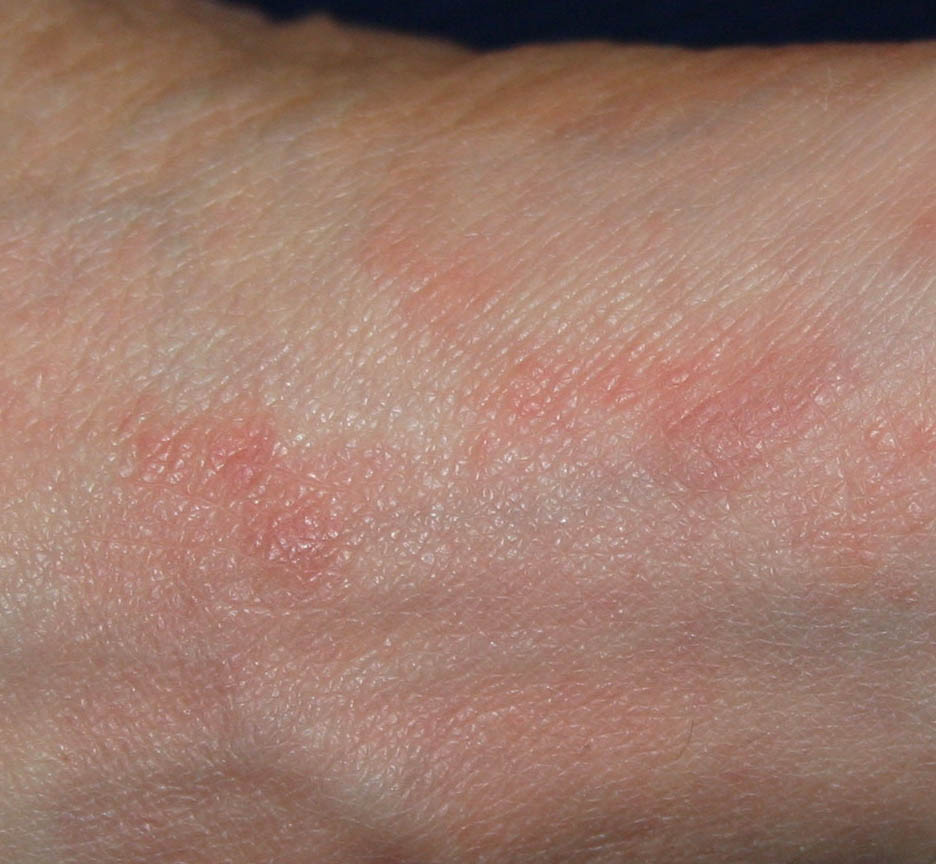
足の疥癬
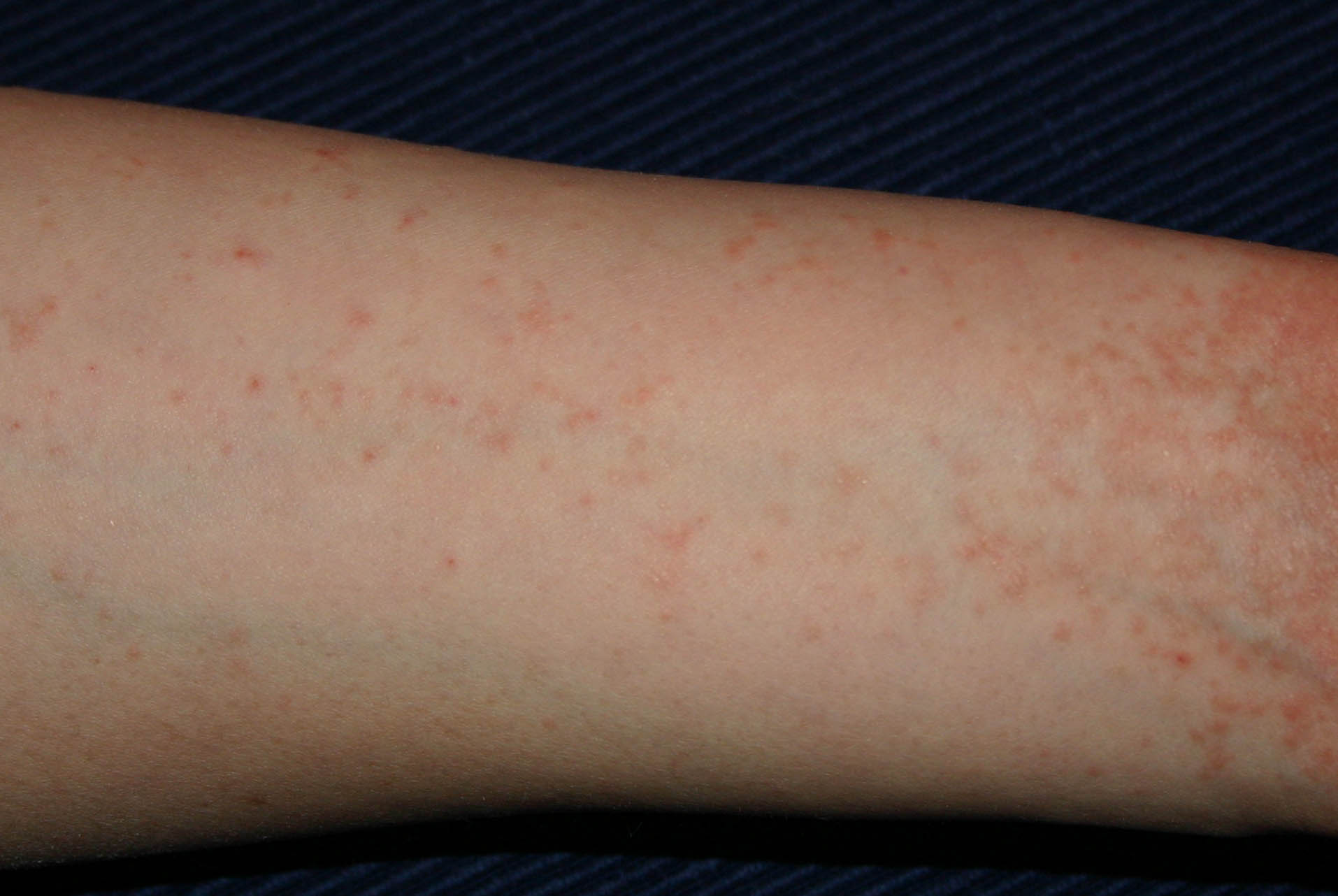
腕の疥癬
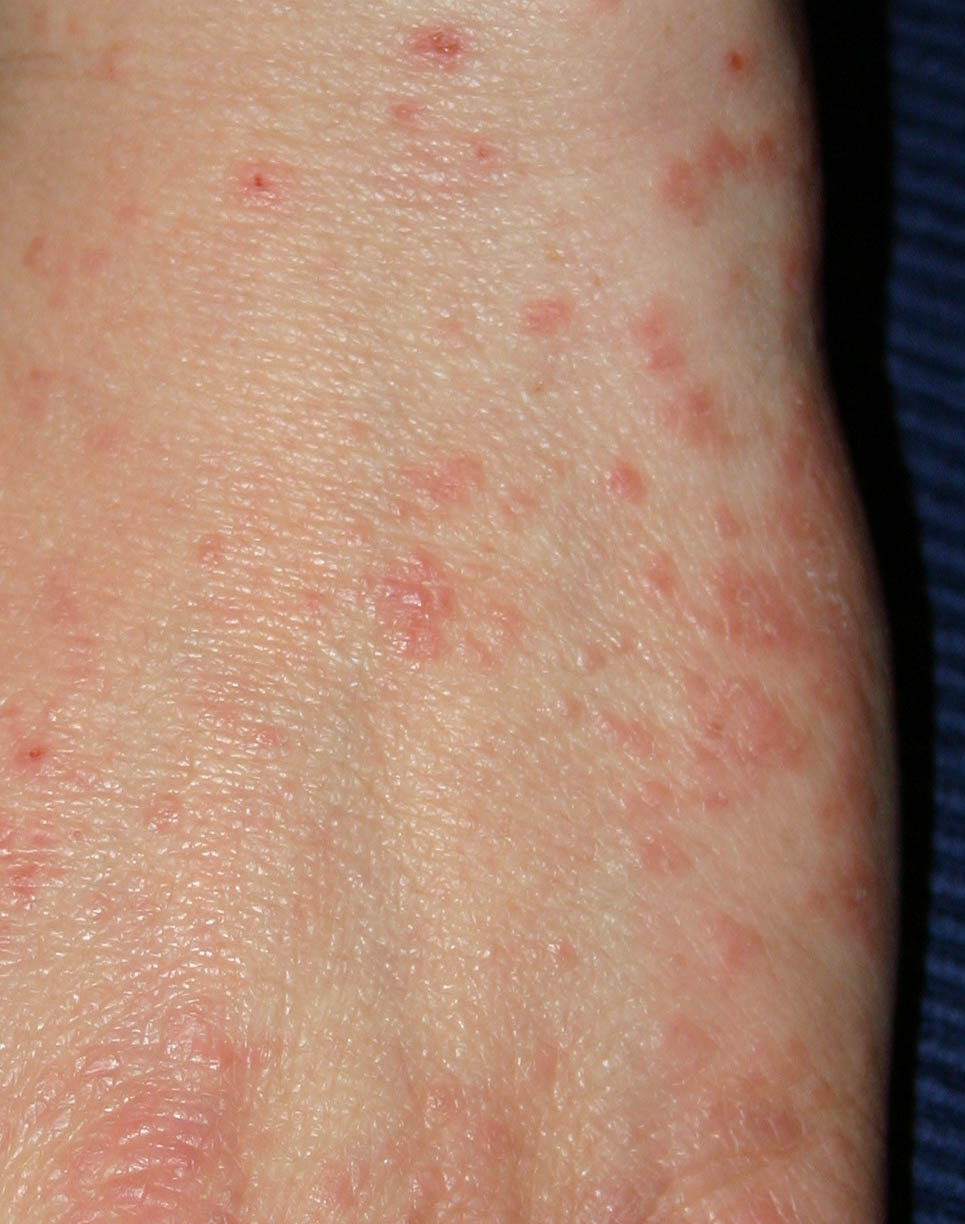
手の疥癬
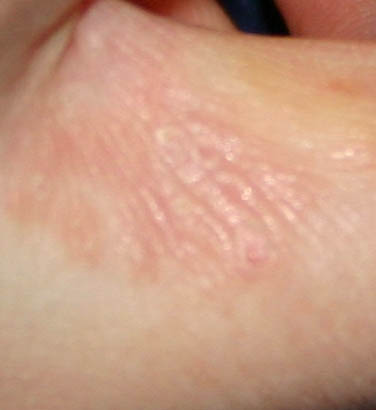
手の指の疥癬
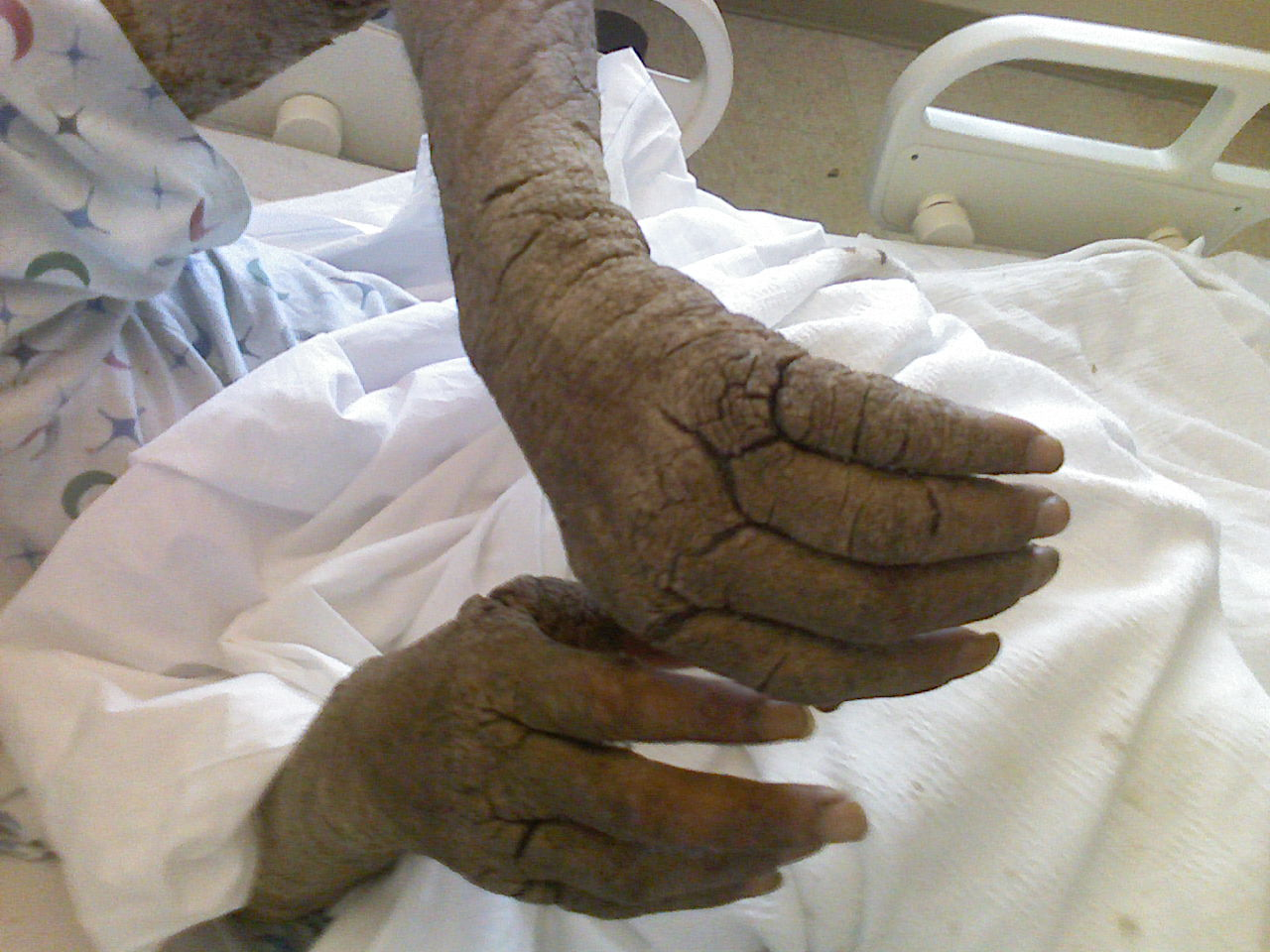
極度に角質増殖した手腕

### 合併症
引っかき傷は黄色ブドウ球菌、溶連菌の感染が起こりやすく、膿痂疹を引き起こす。膿痂疹は、敗血症、糸球体腎炎、リウマチ性心疾患等の重篤な合併症につながる。

### 鑑別
- 水疱性類天疱瘡 - 高齢者では似ることがあり診断が遅れる。
- 脂漏性皮膚炎 - 頭皮に生じた疥癬。（乳幼児および免疫不全宿主）

### 過角化型疥癬
重症感染の過角化型疥癬は、1848年にはじめてこの症例を報告したのがノルウェーの学者ダニエル・コルネリウス・ダニエルセン（ハンセン病の医師で、アルマウェル・ハンセンの義父）らであったため、時にノルウェー疥癬とも呼ばれるが、疫学的にノルウェーと関連があるわけではないため、過角化型疥癬と呼ぶことが提唱されている。何らかの原因で免疫力が低下している人にヒゼンダニが感染したときに発症し、通常の疥癬はせいぜい1患者当たりのダニ数が千個体程度であるが、過角化型疥癬は100万-200万個体に達する。このため感染力はきわめて強く、通常の疥癬患者から他人に対して感染が成立するためには同じ寝具で同衾したりする必要があるが、そこまで濃厚な接触をしなくても容易に感染が成立する。患者の皮膚の摩擦を受けやすい部位には、汚く盛り上がり、カキの殻のようになった角質が付着する。

## 歴史
中国隋の医師巣元方が著した『諸病源候論』に疥として記載がある。また、唐の孫思邈が著した『千金翼方』は、硫黄を含む軟膏による治療法が記載されている。(光田健輔 1934)によると、昔はらい病と疥癬はよく合併し、光田自身も神社仏閣でよく観察していたという。なお、光田は令義解のらいが伝染した話は、疥癬があり、伝染したことが観察されたのではないかという。通常のらいであれば、伝染する印象はない。
第二次世界大戦前後、日本の刑務所に収容された政治犯、思想犯は劣悪な収容環境に置かれたため疥癬が蔓延。疥癬は同時に急性腎臓炎を併発することもあり、死に直結する病となった。
終戦直前の8月には長野刑務所で思想家の戸坂潤が獄死したほか、
終戦を迎えても受刑者の置かれた環境が変わらなかったため、同年9月に豊多摩刑務所で三木清が獄死している。

## 治療法

### 内服薬
- イベルメクチン（ストロメクトール錠） - 日本では、2006年8月に疥癬への保険適応となった。

### 外用薬
- フェノトリン（スミスリンローション5％） - 合成ピレスロイド。2014年5月、日本でも医療用医薬品として発売された。
  - 0.4％のパウダータイプやシャンプータイプは、シラミ駆除の一般用医薬品
- イオウ末 - 沈降硫黄に流動パラフィンを研和、白色軟膏で5〜10%に製する、院内製剤または薬局製剤で、保険適応。
- イオウ・サリチル酸・チアントール軟膏 - 第十七改正日本薬局方収載品で、薬価収載されているが、製造中止となり販売されていない。
- クロタミトン （オイラックスクリーム10%、など）- 保険適応はないが容認されている。上記に比較し、効果が弱い。
  - 名称がオイラックスの外用薬でも、オイラックスHクリーム、市販のオイラックスA、オイラックスPZ軟膏・クリーム、オイラックスデキサS軟膏はステロイドが含有されているので使用してはいけない[4]。
  - ステロイド外用薬（副腎皮質ホルモン）は、皮膚症状が増悪するため禁忌である。
- 安息香酸ベンジル - 6～35％濃度でローションを調製し、使用する（保険適応外）[5]。
- ペルメトリン - 合成ピレスロイド。世界で使用されているが、日本では認可されていない。

イベルメクチン、フェノトリンは、ともに卵には効果が薄い。初回投与時には卵であったものが孵化することを念頭に置き、1週間隔で2回投与する。
従来使われていたベンゼンヘキサクロリド（γ-BHC）は、日本では2010年4月の化学物質の審査及び製造等の規制に関する法律改正により、第一種特定化学物質に追加され、院内製剤用としての入手は不可能となった。
かつては六一〇ハップへの入浴も行われていたが、生産会社の武藤鉦製薬が2008年に生産を終了したため利用できない。

### 動物用医薬品
- イベルメクチン（アイボメック、イベルメック、など） - 牛、豚、犬、猫、牛。飼料に混ぜて経口投与、皮下注射、体表に滴下
- フルメトリン（バイチコール） - 牛。体表に滴下
- セラメクチン（レボリューション6%、など） - 犬、猫。体表に滴下
- チアントール（ネオスキン-B、など） - 犬、猫。体表に塗布
- サロラネル (シンパリカ)-犬。経口投与、国内は疥癬には未承認。
- フルララネル (ブラベクト)-犬は経口投与、猫は体表に滴下、国内は疥癬には未承認。
- アフォキソラネル (ネクスガード、ネクスガードスペクトラ)-犬。経口投与、国内は疥癬には未承認。

## 予防
- 医療従事者・介護者は、鱗屑から感染する可能性があるため、使い捨て手袋やガウンの着用が必須である[7]。
- 患者の着衣やシーツなどは、殺虫剤(ピレスロイド系)処理するか、熱処理(50℃、10分)する[7]。
- 鱗屑が床に落ちている可能性があれば、ダニに効果のある殺虫剤を散布する[7]。

## 関連法規
日本
ヒツジでは家畜伝染病予防法における届出伝染病（同法の定める家畜伝染病以外の監視伝染病）に指定。